# Kragefod
Kragefod (Comarum palustre) er en 30-80 cm høj urt, der vokser i Danmark vokser f.eks. i højmoser og ved sø- og åbredder.

## Beskrivelse
Kragefod er en løvfældende flerårig urt med en nedliggende-opstigende vækstform. Planten danner første år en roset af blade. Stænglerne er dunhårede og rødbrune, og de bærer spredtstillede og femfingrede blade, der har goft takket rand. Oversiden er mørkegrøn, mens undersiden er lysere grøn.
Blomstringen sker i juni-august, hvor man ser de endestillede, brune blomster. De er regelmæssigt 5-tallige og formet som potentilblomster. Frugterne er små nødder, som sidder forsænket i blomsterbunden.
Rodnettet består af underjordiske stængler, som bærer de trævlede rødder.
Højde x bredde og årlig tilvækst: 0,75 x 0,50 m (75 x 50 cm/år), heri ikke medregnet skud fra de underjordiske udløbere.

## Voksested
Kragefod hører hjemme i Kaukasus, Centralasien, Sibirien, Nordamerika (herunder også i Grønland) samt Europa. Den findes, hvor mosepors og tranebær gror, altså i de sureste og mest fattige højmoser. Den er afhængig af fuld sol og konstant fugtighed for at trives og den tåler derfor ikke konkurrence fra græsser eller tæt buskvækst.
I Danmark findes den almindeligt i Jylland og Nordøstsjælland og i øvrigt hist og her i højmoser, klitlavninger og ved sø- og åbredder.
På skydeområdet ved Tranum findes arten i kystklitternes lavninger sammen med bl.a. alm. engelsød, alm. mangeløv, alm. mjødurt, dyndpadderok, enskællet sumpstrå, mannasødgræs, strand, Sump-Kællingetand, trævlekrone, vandmynte og vandnavle
| Portal | Portal:Botanik |

## Note
1. ↑  Ifølge en afgørelse den 11. maj 2006 (jf. GRIN: Comarum palustre Arkiveret 5. juni 2011 hos  Wayback Machine) skal denne art udskilles af Potentil-slægten og henregnes til sin egen slægt, Kragefod-slægten, hvor den er eneste art
2. ↑  Skov- og Naturstyrelsen: Skov 72 – Tranum Plantage